# Io la difendo
Io la difendo (A Gentleman After Dark) è un film del 1942 diretto da Edwin L. Marin.
La pellicola, di genere drammatico, è tratta da un racconto di Richard Washburn Child, Il soffio dell'eliotropio (A Whiff of Heliotrope, 1919), già alla base di altri tre film: Eliotropio (Heliotrope, 1920), Eliotropio (Forgotten Faces, 1928) e Forgotten Faces (1936).

## Trama
Harry Melton, un ladro di gioielli che usa l'eliotropio come pianta portafortuna, decide di abbandonare il crimine e di intraprendere una vita onesta dopo la nascita di sua figlia Diana. Tuttavia Flo, socia di Harry e madre della bambina, non è d'accordo con la decisione del compagno e perciò si associa con un altro ladro della stessa banda, Eddie, combuttando con lui per far arrestare Harry e toglierselo così di torno. Harry però intuisce che qualcosa non va e nasconde la refurtiva prima di essere perquisito dalla polizia, poi si reca da Eddie e lo uccide per vendetta. A quel punto, mentre si prepara a scappare, capisce che non può portare Diana con sé, allora per il bene della bambina decide di affidarla a Tommy, il poliziotto che voleva arrestarlo, e di costituirsi. Passano gli anni e Diana diventa una ragazza adulta, convinta che suo padre sia Tommy, mentre Harry sconta la sua pena in prigione. Quando Flo viene a sapere che Diana sta per sposare un milionario, si rifà viva per ricattare Tommy, allora Harry evade di prigione per aiutare sua figlia.